# Spathius eridamus
Spathius eridamus är en stekelart som beskrevs av Nixon 1943. Spathius eridamus ingår i släktet Spathius och familjen bracksteklar. Inga underarter finns listade i Catalogue of Life.